# 노쓰케반도

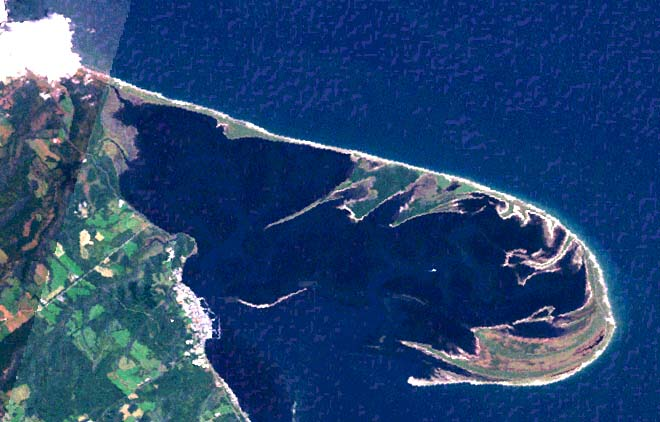
노쓰케반도의 사주 모습

위치

노쓰케반도(野付半島)는 일본 홋카이도 네무로 진흥국 시베쓰군 시베쓰정과 노쓰케군 베쓰카이정에 속하는 반도이다. 가늘고 긴 형태의 반도로 안쪽으로는 28km의 사주(沙柱)가 이어지는데 이는 일본 최대의 규모이다. 시베쓰정과 베쓰카이정에 걸쳐있다.
현재 사주의 모래가 심하게 휩쓸려 나가고 있어서 노쓰케반도가 사라질지도 모른다는 위기의식이 고조되고 있다.

## 같이 보기
- 네무로반도 자시 유적군